# Emlain Kabua
Emlain Kudo Kabua (28 de febrero de 1928-11 de abril de 2023) fue una primera dama de las Islas Marshall, viuda del expresidente de las Islas Marshall, Amata Kabua.

## Biografía
Madre del presidente David Kabua. Kabua fue la primera primera dama de las Islas Marshall desde 1979 hasta 1996.
Es la diseñadora de la bandera de las Islas Marshall.